# Migración interna en Argentina
Las migraciones internas en Argentina han estado afectadas por la tendencia universal de la migración del campo a la ciudad, conocida también como «éxodo rural» y una tendencia particular del país de concentración de la población en el  área metropolitana de Buenos Aires, Gran Rosario y Gran Córdoba. En las últimas décadas también se registra una corriente migratoria considerable hacia la Patagonia.

## Evolución histórica
Las migraciones internas en Argentina pueden dividirse en tres grandes etapas:

### Entre provincias vecinas (1800-1914)
En los comienzos de la Argentina como país independiente el área más habitada era la región noroeste andina conformada por las provincias de Catamarca, Jujuy, Salta, Santiago del Estero y Tucumán. La importancia económica-demográfica de esta región está relacionada con las civilizaciones andinas agroalfareras precolombinas, primero, y luego con la explotación minera de plata en Potosí, durante la colonia.
En 1819 la población ciudad alcanzaba el 75% y se concentraba principalmente en las provincias del norte y del oeste, donde llegaba al 82%.
En 1819 la población urbana alcanzaba aproximadamente 115.000 habitantes y estaba limitada a dieciséis ciudades, prácticamente todas capitales provinciales. Buenos Aires, con 54.000 habitantes concentraba casi la mitad (46%), seguida por Córdoba (13 000 h.), Santiago del Estero (7.000 h.) y Salta (7.000 h.). 
Para 1869 la población urbana había subido al 30% y ya existían 103 pueblos y ciudades con más de mil habitantes.
De acuerdo a Lattes en este período las principales corrientes migratorias entre 1869 y 1914 fueron:
- de Buenos Aires hacia Santa Fe, sur de Córdoba y La Pampa
- de Catamarca y Santiago del Estero hacia Tucumán
- de San Juan a Mendoza
- de San Luis a Córdoba y luego de 1895 también a Mendoza
- de Corrientes a Misiones y Santa Fe (1886-1895) y hacia Chaco y Santa Fe (1895-1914)
- de La Rioja a Córdoba (desde 1895)
- migraciones mutuas entre Córdoba y Santa Fe
- de Santa Fe a Buenos Aires desde 1895

Ya en este primer período se destaca en primer lugar el gran saldo migratorio negativo de la provincia de Santiago del Estero, fenómeno que será constante desde entonces. A diferencia de las ciudades del litoral fluvial en expansión, las ciudades del noroeste acentuaron la decadencia relacionada con la crisis de la minería en Potosí, siendo Santiago del Estero la provincia más afectada por la pérdida de los mercados altoperuanos. La decadencia de las ciudades norteñas provocó que, en contra de la fuerte tendencia a la urbanización del resto del país, en el noroeste, la población rural incluso aumentara levemente entre 1819 y 1869.

### La gran migración interna hacia Buenos Aires (1930-1980)
En 1930 comenzó una nueva etapa económica-demográfica desencadenada por la finalización de dos grandes procesos:
- la Crisis de 1929 que dio paso a la Gran Depresión mundial, cerró los mercados internacionales y con ellos los destinos habituales del modelo agroexportador argentino.
- el fin de la gran ola de inmigración europea.

El fin simultáneo del modelo agroexportador y de la ola de inmigración europea abrió paso a dos grandes procesos encadenados:
- un considerable desarrollo industrial, concentrado en primer lugar en la Ciudad de Buenos Aires y su conurbano, y secundariamente en Rosario y Córdoba.
- una gran ola de migración interna hacia las zonas industriales, provenientes del campo y de la mayor parte de las provincias, principalmente del norte.

Esta ola migratoria interna, que al igual que la gran ola de inmigrantes europeos confluyó sobre Buenos Aires, se distinguió étnica, cultural y productivamente de aquella, llevando a choques culturales y políticos. Es en ese momento que surgió la denominación despectiva y de tipo racista de «cabecita negra» para denominar a los nuevos inmigrantes, poniendo el acento en los componentes étnicos de una población con mayor proporción de antepasados indígenas, españoles coloniales y afroargentinos, aunque altamente mestizada. A diferencia de la migración europea, la gran ola de migración interna tuvo un alto porcentaje de mujeres, fenómeno que tuvo un gran impacto cultural y político, en la conquista por parte de las mujeres de derechos civiles y políticos.
A lo largo de este período, los inmigrantes internos se instalaron mayoritariamente en el llamado cordón industrial de Buenos Aires, ubicado completamente en la Provincia de Buenos Aires, que terminará concentrando más del 70% de la población total del aglomerado urbano (9,7 millones de habitantes en 2001) y volviéndose por sí misma en la zona demográfica dominante del país, integrada mayoritariamente por trabajadores industriales mayoritariamente descendientes de inmigrantes internos o ellos mismos migrantes internos. Secundariamente la migración "industrial" pobló Rosario y Córdoba.
En términos aproximados luego de la gran oleada de migración interna el país quedó conformado en las siguientes grandes áreas de población:
- Ciudad de Buenos Aires: 3 millones. Predominio de descendientes de inmigrantes europeos. Mayoritariamente trabajadores de servicios.
- Cordón industrial de Buenos Aires (conurbano): 9,7 millones. Predominio de descendientes de inmigrantes internos y presencia creciente de inmigrantes fronterizos. Mayoritariamente trabajadores industriales.
- Resto de la Provincia de Buenos Aires: 5 millones. Mezcla de descendientes de inmigrantes europeos y descendientes de la población del tronco colonial. Mayoritariamente trabajadores de servicios vinculados a la producción agropecuaria.
- Provincias de Córdoba y Santa Fe: algo menos de 3 millones de habitantes cada una.

### Hacia ciudades medianas (1980 en adelante)
El proceso de desindustrialización que afectó a la Argentina desde mediados de la década del 70 influyó también en los patrones migratorios internos, modificando por primera vez en dos siglos la tendencia concentradora de Buenos Aires, para orientarse a las ciudades medianas, y a la región patagónica.
A 1998, las principales migraciones internas eran:
De Santiago del Estero, Chaco, Entre Ríos y Corrientes al Gran Buenos Aires.
Del Gran Buenos Aires, norte bonaerense, Chaco, Corrientes y Córdoba al Gran Rosario.
De Entre Ríos, Gran Buenos Aires, norte bonaerense, Chaco y Córdoba a Santa Fe y Santo Tomé.
Del Gran Buenos Aires y Santa Fe al Gran Córdoba.

## Estimación de la migración interna
El censo argentino de 2022 estimo que 7.995.417 argentinos residían fuera de su provincia natal. El siguiente cuadro muestra la distribución de migrantes internos en las 23 provincias y la Ciudad de Buenos Aires:
| Provincia              | Nacidos en otra provincia |
| ---------------------- | ------------------------- |
| Ciudad de Buenos Aires | 624.640                   |
| Buenos Aires           | 3.829.606                 |
| Catamarca              | 61.935                    |
| Chaco                  | 93.082                    |
| Chubut                 | 146.598                   |
| Córdoba                | 530.118                   |
| Corrientes             | 144.177                   |
| Entre Ríos             | 157.284                   |
| Formosa                | 52.948                    |
| Jujuy                  | 119.366                   |
| La Pampa               | 75.315                    |
| La Rioja               | 69.527                    |
| Mendoza                | 247.529                   |
| Misiones               | 144.750                   |
| Neuquén                | 188.077                   |
| Río Negro              | 187.278                   |
| Salta                  | 154.449                   |
| San Juan               | 71.973                    |
| San Luis               | 149.224                   |
| Santa Cruz             | 130.924                   |
| Santa Fe               | 445.982                   |
| Santiago del Estero    | 123.102                   |
| Tierra del Fuego       | 94.197                    |
| Tucumán                | 183.286                   |
| Total                  | 7.995.417                 |